# Suazilândia nos Jogos Olímpicos de Verão de 1996
Suazilândia participou dos Jogos Olímpicos de Verão de 1996 em Atlanta, Estados Unidos. A delegação foi composta por seis desportistas.

## Desempenho

### Atletismo
Masculino
| Atleta          | Evento             | Eliminatórias | Eliminatórias | Semifinais  | Semifinais  | Final       | Final       |
| Atleta          | Evento             | Res.          | Pos.          | Res.        | Pos.        | Res.        | Pos.        |
| --------------- | ------------------ | ------------- | ------------- | ----------- | ----------- | ----------- | ----------- |
| Themba Makhanya | 800 m              | 1:59.02       | 7º/bat. 5     | Não avançou | Não avançou | Não avançou | Não avançou |
| Isaac Simelane  | Maratona           |               |               |             |             | 2:23:43     | 62º         |
| Daniel Sibandze | Maratona           |               |               |             |             | 2:28:49     | 78º         |
| Victor Shabangu | Salto em distância | 6,79 m        | 43º           |             |             | Não avançou | Não avançou |

### Boxe
| Atleta         | Peso  | Fase de 32              | Oitavas-de-final       | Quartas-de-final       | Semifinais             | Final                  | Final |
| Atleta         | Peso  | Adversário e resultado  | Adversário e resultado | Adversário e resultado | Adversário e resultado | Adversário e resultado | Pos.  |
| -------------- | ----- | ----------------------- | ---------------------- | ---------------------- | ---------------------- | ---------------------- | ----- |
| Dan Mathunjawa | Médio | CZE Ľ. Plachetka D 4–20 | Não avançou            | Não avançou            | Não avançou            | Não avançou            | =17º  |

### Natação
Feminino
| Atleta          | Evento      | Eliminatórias | Eliminatórias | Final       | Final       |
| Atleta          | Evento      | Res.          | Pos.          | Res.        | Pos.        |
| --------------- | ----------- | ------------- | ------------- | ----------- | ----------- |
| Daniela Menegon | 800 m livre | 10:12.46      | 28º           | Não avançou | Não avançou |

Legenda
| Recorde mundial      | Recorde mundial (World record)               |                       | Recorde africano                      | Recorde africano (African) |                                           | Q | Classificado por posição (Qualified) |
| Recorde olímpico     | Recorde olímpico (Olympic record)            | Recorde da América    | Recorde da América (Americas)         | q                          | Classificado por melhor tempo (Qualified) |   |                                      |
| Melhor marca do ano  | Melhor marca do ano (World leading)          | Recorde asiático      | Recorde asiático (Asian)              | DNS                        | Não largou (Did not start)                |   |                                      |
| Recorde nacional     | Recorde nacional (National record)           | Recorde europeu       | Recorde europeu (European)            | DNF                        | Não terminou (Did not finish)             |   |                                      |
| Recorde pessoal      | Recorde pessoal do atleta (Personal best)    | Recorde da Oceania    | Recorde da Oceania (Oceania)          | DSQ / DQ                   | Desclassificado (Disqualified)            |   |                                      |
| Recorde da temporada | Recorde da temporada do atleta (Season best) | Recorde sul-americano | Recorde sul-americano (South America) | NM                         | Sem marca (No mark)                       |   |                                      |